# Norska sedlar
Norska sedlar används tillsammans med norska mynt som betalningsmedel i Norge.
Från 1877, efter etableringen av den skandinaviska myntunionen och fram till idag, har norska sedlar omfattat 1000-, 500-, 200-, 100-, 50-, 10- och 5-kronorssedlar. Den första 200-kronorssedeln gavs ut första gången 1994, övriga togs i bruk 1877. 5- och 10-kronorssedlar var i bruk fram till 1963 respektive 1983, då de ersattes av mynt.
1917–1925 och 1940–1950 var det brist på växelmynt, och 1- och 2-kronorssedlar trycktes som «skiljemyntsedlar». Den första utgåvan blev ogiltig 1926, medan den andra utgåvan formellt sett var giltig ända fram till 1999.

## Dessa norska sedlar är ogiltiga idag

### 50-kronorssedel
50-kronorssedeln (1996) porträtterar Peter Christen Asbjørnsen (1812-1885). Sedan 1999 är serienumret tryckt med ultraviolett fluorescens. Sedeln blev 2003 uppgraderad med bred säkerhetstråd och små gula cirklar.
Förra utgåvan (1984), som sedan 28 januari 2008 är ogiltig, porträtterar poeten och författaren Aasmund Olavsson Vinje (1818-1879). Detta var den första norska sedeln som hade tryckt det nynorska namnet på Norge, Noreg.

### 100-kronorssedel
100-kronorssedeln (1995) porträtterar Kirsten Flagstad (1895-1962), operasångare och första direktör vid Den Norske Opera. 

### 200-kronorssedel
Framsidan av 200-kronorssedeln visar Kristian Birkeland.

### 500-kronorssedeln
500-kronorssedeln (1999) porträtterar Sigrid Undset (1882-1949), författare och vinnare av Nobelpriset i litteratur 1928.

### 1000-kronorssedeln
1000-kronorsedeln (2001) porträtterar målaren Edvard Munch (1863-1944).